# Dun (Ariège)
Dun település Franciaországban, Ariège megyében. Lakosainak száma 650 fő (2022. január 1.). Dun La Bastide-de-Bousignac, Besset, Calzan, Carla-de-Roquefort, Coutens, Lieurac, Limbrassac, Pradettes, Saint-Julien-de-Gras-Capou, Tourtrol, Ventenac, Vira és Viviès községekkel határos.

## Népesség
A település népességének változása:
| Lakosok száma | 259  | 401  | 394  | 556  | 545  | 536  | 586  | 619  | 625  | 650  |
|               | 1968 | 1982 | 1990 | 2006 | 2013 | 2015 | 2017 | 2019 | 2020 | 2022 |